# Modflow

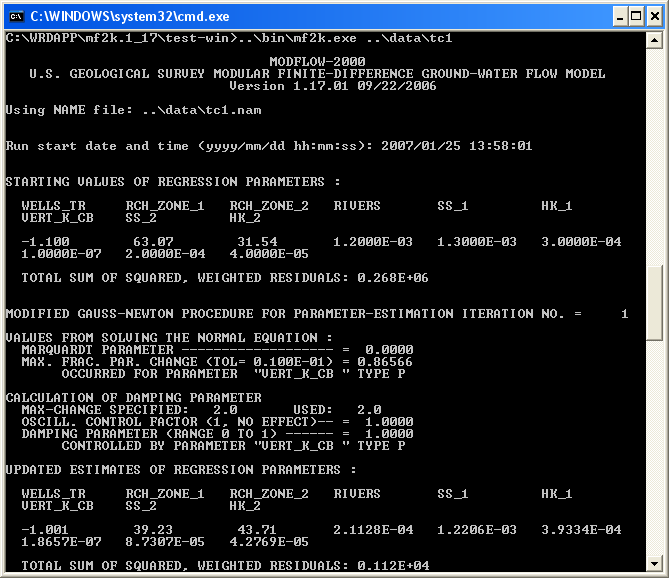
Simulación del MODFLOW en DOS

MODFLOW es un modelador de flujo por diferencias finitas desarrollado por el Servicio Geológico de los Estados Unidos, el cual consiste de un código fuente que resuelve mediante interacciones la ecuación de flujo del agua subterránea. Se usa en hidrogeología para simular el flujo subterráneo de cualquier acuífero. El programa es de código libre, escrito principalmente en Fortran, y puede ser compilado y corrido en los sistemas operativos DOS, Windows o Unix.

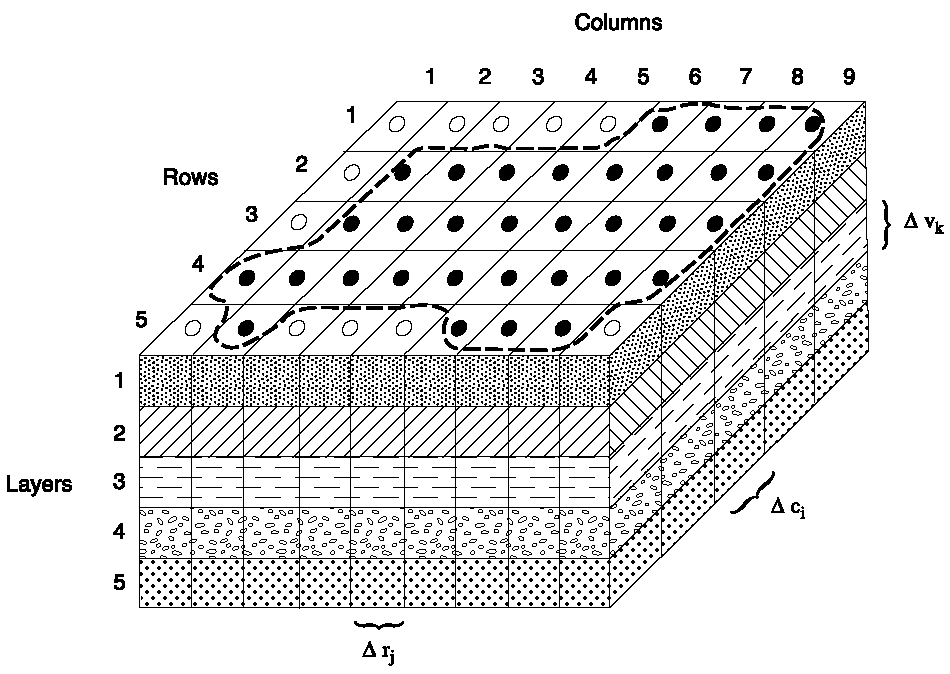
Malla tridimensional

Desde que el modelo original fue desarrollado en los años 80 el Servicio Geológico de los Estados Unidos lo considera como un código estándar para simulaciones de acuífero. Actualmente se ha desarrollado algunas interfaces gráficas para MODFLOW.

## Ecuación de Flujo para agua subterránea
La ecuación parcial diferencial que gobierna el flujo de agua subterránea y usada en MODFLOW es la ecuación general de flujo en régimen transitorio en medio heterogéneo y anisotropico:
{\displaystyle {\frac {\partial }{\partial x}}\left[K_{xx}{\frac {\partial h}{\partial x}}\right]+{\frac {\partial }{\partial y}}\left[K_{yy}{\frac {\partial h}{\partial y}}\right]+{\frac {\partial }{\partial z}}\left[K_{zz}{\frac {\partial h}{\partial z}}\right]+W=S_{S}{\frac {\partial h}{\partial t}}}
Donde
- {\displaystyle K_{xx}}, {\displaystyle K_{yy}} and {\displaystyle K_{zz}} son los valores de la conductividad hidráulica para los ejes coordenados x, y, y z (L/T)
- {\displaystyle h} es la perdida de carga hidráulica (L)
- {\displaystyle W} es el flujo volumétrico por unidad de volumen representada como el suministro o descarga de agua, donde los valores negativos indican extracción de agua y los positivos inyección de agua (T−1)
- {\displaystyle S_{S}} es el almacenamiento específico del medio poroso (L−1); y
- {\displaystyle t\,} es el tiempo (T)

### Diferencias Finitas
La forma de la diferencial parcial por diferencias finitas en un espacio discretizado del dominio del acuífero representado por filas, columnas y capas es:
{\displaystyle {\begin{aligned}&CR_{i,j-{\tfrac {1}{2}},k}\left(h_{i,j-1,k}^{m}-h_{i,j,k}^{m}\right)+CR_{i,j+{\tfrac {1}{2}},k}\left(h_{i,j+1,k}^{m}-h_{i,j,k}^{m}\right)+\\&CC_{i-{\tfrac {1}{2}},j,k}\left(h_{i-1,j,k}^{m}-h_{i,j,k}^{m}\right)+CC_{i+{\tfrac {1}{2}},j,k}\left(h_{i+1,j,k}^{m}-h_{i,j,k}^{m}\right)+\\&CV_{i,j,k-{\tfrac {1}{2}}}\left(h_{i,j,k-1}^{m}-h_{i,j,k}^{m}\right)+CV_{i,j,k+{\tfrac {1}{2}}}\left(h_{i,j,k+1}^{m}-h_{i,j,k}^{m}\right)+\\&P_{i,j,k}\,h_{i,j,k}^{m}+Q_{i,j,k}=SS_{i,j,k}\left(DELR_{j}\cdot DELC_{i}\cdot THICK_{i,j,k}\right){\frac {h_{i,j,k}^{m}-h_{i,j,k}^{m-1}}{t^{m}-t^{m-1}}}\end{aligned}}}
donde
- {\displaystyle h_{i,j,k}^{m}\,} es la pérdida de carga hidráulica en la celda i,j,k al paso del tiempo m
- CV, CR y CC son la conductancia hidráulica, o un pedazo de conductancias entre los nodos i,j,k y un nodo vecino *{\displaystyle P_{i,j,k}\,} es la suma de los coeficientes de la pérdida de carga de las fuentes y de las descargas

- {\displaystyle Q_{i,j,k}\,} es la suma de las constantes de los términos de las fuentes y las descargas, cuando {\displaystyle Q_{i,j,k}<0.0\,} es el flujo del sistema de agua subterránea (como el bombeo) y {\displaystyle Q_{i,j,k}>0.0\,} es el flujo en superficie (como la inyección), {\displaystyle SS_{i,j,k}\,} es el almacenamiento específico, {\displaystyle DELR_{j}\,}, {\displaystyle DELC_{i}\,} y {\displaystyle THICK_{i,j,k}\,} son las celdas tridimensionales i,j,k, que, cuando es multiplicado, representa el volumen de la celda
- {\displaystyle t^{m}\,} en el paso del tiempo m

### Limitaciones
- El agua debe tener una densidad constante, viscosidad dinámica y en consecuencia temperatura igual durante todo el modelo

(SEAWAT-2000 es una versión modificada del MODFLOW-2000 la cual está diseñada para flujo y transporte de agua subterránea dependiente de la densidad.
- Los principales componentes de la anisotropía y la conductividad hidráulica usada en el MODFLOW.2000 se muestra a la derecha. Este tensor no permite anisotropías no ortogonales, como era de esperar a partir del flujo en la anisotropía de las fallas horizontales para una capa entera puede ser representada por el coeficiente "TRPY" (Data Item 3 Page 153.[2])

## Subrutinas
| Name                                  | Long name                                                                 | Version introduced     |
| Required packages                     | Required packages                                                         | Required packages      |
| ------------------------------------- | ------------------------------------------------------------------------- | ---------------------- |
| BAS                                   | Basic                                                                     | original               |
| OC                                    | Output Control                                                            | original               |
| Groundwater flow packages             |                                                                           |                        |
| BCF                                   | Block-Centered Flow                                                       | original               |
| LPF                                   | Layer-Property Flow                                                       | MODFLOW-2000 (1.0)     |
| HUF                                   | Hydrogeologic Unit Flow                                                   | MODFLOW-2000 (1.1)     |
| UZF                                   | Unsaturated-Zone Flow                                                     | MODFLOW-2005 (1.2)     |
| Solvers                               |                                                                           |                        |
| SIP                                   | Strongly Implicit Procedure                                               | original               |
| SOR                                   | Slice Successive Over-Relaxation                                          | original               |
| DE4                                   | Direct Solver                                                             | MODFLOW-88 (2.5)       |
| PCG                                   | Preconditioned Conjugate-Gradient                                         | MODFLOW-88             |
| LMG                                   | Link-AMG                                                                  | MODFLOW-2000 (1.4)     |
| GMG                                   | Geometric Multigrid Solver                                                | MODFLOW-2000 (1.15.00) |
| Head-dependent flux boundary packages |                                                                           |                        |
| GHB                                   | General-Head Boundary                                                     | original               |
| DRN                                   | Drain                                                                     | original               |
| DRT                                   | Drain Return                                                              | MODFLOW-2000 (1.1)     |
| RIV                                   | River                                                                     | original               |
| EVT                                   | Evapotranspiration                                                        | original               |
| ETS                                   | Evapotranspiration Segments                                               | MODFLOW-2000 (1.1)     |
| RES                                   | Reservoir                                                                 | MODFLOW-88 (2.6)       |
| LAK                                   | Lake                                                                      | MODFLOW-2000 (1.1)     |
| STR                                   | Stream                                                                    | MODFLOW-88             |
| SFR                                   | Streamflow-Routing                                                        | MODFLOW-2000 (1.14.00) |
| MNW                                   | Multi-Node, Drawdown-Limited Well                                         | MODFLOW-2000 (1.11)    |
| DAF                                   | DAFLOW                                                                    | MODFLOW-2000 (1.11)    |
| Other stress packages                 |                                                                           |                        |
| WEL                                   | Well                                                                      | original               |
| CHD                                   | Constant-Head Boundary                                                    | MODFLOW-88             |
| FHB                                   | Flow and Head Boundary                                                    | MODFLOW-96 (3.2)       |
| RCH                                   | Recharge                                                                  | original               |
| HFB                                   | Horizontal Flow Barrier                                                   | MODFLOW-88             |
| Miscellaneous packages                |                                                                           |                        |
| DIS                                   | Discretization                                                            | MODFLOW-2000 (1.0)     |
| GAG                                   | Gage                                                                      | MODFLOW-2000           |
| HYD                                   | HYDMOD                                                                    | MODFLOW-2000 (1.1)     |
| IBS                                   | Interbed-Storage                                                          | MODFLOW-88             |
| KDEP                                  | Hydraulic-Conductivity Depth-Dependence Capability                        | MODFLOW-2000 (1.12)    |
| LMT                                   | Link-MT3DMS                                                               | MODFLOW-2000 (1.5)     |
| LVDA                                  | Model-Layer Variable-Direction Horizontal Anisotropy Capability           | MODFLOW-2000 (1.12)    |
| SUB                                   | Subsidence and Aquifer-System Compaction                                  | MODFLOW-2000 (1.12)    |
| SWT                                   | Subsidence and Aquifer-System Compaction Package for Water-Table Aquifers | MODFLOW-2000 (1.18)    |
| UTL                                   | Utility                                                                   | original               |
| Observation process input files       |                                                                           |                        |
| OBS                                   | Input File For All Observations                                           | MODFLOW-2000           |
| HOB                                   | Head-Observation                                                          | MODFLOW-2000           |
| DROB                                  | Drain Observation                                                         | MODFLOW-2000           |
| DTOB                                  | Drain Return Observation                                                  | MODFLOW-2000           |
| RVOB                                  | River Observation                                                         | MODFLOW-2000           |
| GBOB                                  | General-Head-Boundary Observation                                         | MODFLOW-2000           |
| CHOB                                  | Constant-Head Flow Observation                                            | MODFLOW-2000           |
| ADV                                   | Advective-Transport Observation                                           | MODFLOW-2000 (1.0)     |
| STOB                                  | Stream Observation                                                        | MODFLOW-2000           |
| Obsolete packages                     |                                                                           |                        |
| GFD                                   | General Finite-Difference                                                 | MODFLOW-88 to 96       |
| TLK                                   | Transient Leakage                                                         | MODFLOW-88 to 96       |

## links
- MODFLOW and related programs official website
- Online guide to MODFLOW-2000 and MODFLOW-2005
- MODFLOW Users Group on LinkedIn
- MODFLOW Users Group on Google Groups

- Datos: Q6716996